# سوسنا-کوزووکی
سوسنا-کوزووکی (به لهستانی:  Sosna-Kozółki) یک روستا در لهستان است که در گمینا سوخوژبره واقع شده‌است.